# بتانی ویتمور
بتانی سارا ویتمور (به انگلیسی: Bethany Sarah Whitmore) (زاده ۷ دسامبر ۱۹۹۹) بازیگر استرالیایی است که حرفهٔ خود را با بازی در نقش «جدن کاگان» در مینی سریال تلویزیونی آمریکایی The Starter Wife آغاز کرد. از دیگر نقش‌آفرینی‌های او می‌توان به صداپیشگی شخصیت «مری دیزی دینکل» ۸ ساله در مری و مکس (۲۰۰۹) ساختهٔ آدام الیوت، «جین موچمور» در روانی (۲۰۱۲) و «بلانش گیفورد» در سریال تلویزیونی بازسازی‌شدهٔ پیک نیک در هنگینگ راک (۲۰۱۷) اشاره کرد. همچنین او فینالیست دهمین سالگرد بورسیهٔ تحصیلی هیث لجر در سال ۲۰۱۸ بود.